# Аглая (харита)
Агла́я (др.-греч. Ἀγλαΐα) — младшая из трёх Харит, дочь Зевса и Евриномы, сестра Евфросины и Талии. Имя в дословном переводе означает блеск, пышность, краса, радость, ликование, спесь, высокомерие. В «Теогонии» Гесиода Аглая — жена Гефеста. Родила Гефесту четырёх дочерей. У некоторых авторов Аглая рассматривается второй женой Гефеста, которую он взял в супруги после развода с Афродитой, изменившей ему с Аресом.
В честь Аглаи назван астероид (47) Аглая, открытый в 1857 году.